# خلیج کامپچه

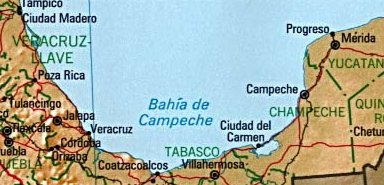
خلیج کامپچه

خلیج کامپِچِه (به اسپانیایی: Bahía de Campeche) خلیجی کم‌عمق و وسیع است که بخش جنوب غربی خلیج مکزیک را تشکیل می‌دهد. این خلیج که در جنوب مکزیک قرار دارد در شرق به شبه‌جزیره یوکاتان، در جنوب به برزخ توانتپک و در غرب به بخش جنوبی وراکروز محدود می‌شود. مساحت آن ۶٬۰۰۰ مایل مربع (۱۵٬۵۴۰ کیلومتر مربع) است و رودهای پاپالوآپان، کواتزاکوالکوش، گریخالوا، اوسومافینتا و کاندلاریا به آن می‌ریزند. شهرهای بندری مهم خلیج کامپچه وراکروز، کواتزاکوالکوش، سیودال دل کارمن و کامپچه هستند که بزرگراه‌هایی آنان را به یکدیگر مرتبط می‌سازد.
میدان‌های مهم نفتی خلیج کامپچه در دههٔ ۱۹۷۰ توسعه یافت و این منطقه در اوایل دههٔ ۱۹۸۰ به یکی از بزرگترین مناطق تولیدکنندهٔ نفت مکزیک بدل گردید. به دنبال انفجار چاه شمارهٔ یک ایکستوک در ۳ ژوئن ۱۹۷۹، تقریباً ۳ میلیون بشکه نفت خام وارد خلیج مکزیک شد که بخشی از این لکهٔ نفتی تا سواحل تگزاس در فاصلهٔ ۹۶۵ کیلومتری از آن نیز رسید. دولت مکزیک سرانجام با هزینه‌ای در حدود ۱۳۲ میلیون دلار موفق به کنترل چاه سانحه‌دیده گردید و عملیات کلاهک‌گذاری نهایی آن یک سال بعد پایان یافت.